# Sân bay Roi Et
Sân bay Roi Et (tiếng Thái: ท่าอากาศยานร้อยเอ็ด) (IATA: ROI, ICAO: VTUV) là một sân bay ở Roi Et, tỉnh lỵ tỉnh Roi Et, Thái Lan.

## Hãng hàng không và tuyến bay
| Hãng hàng không | Các điểm đến       |
| --------------- | ------------------ |
| Nok Air         | Bangkok-Don Mueang |
| Thai AirAsia    | Bangkok-Don Mueang |